# Saxofón barítono

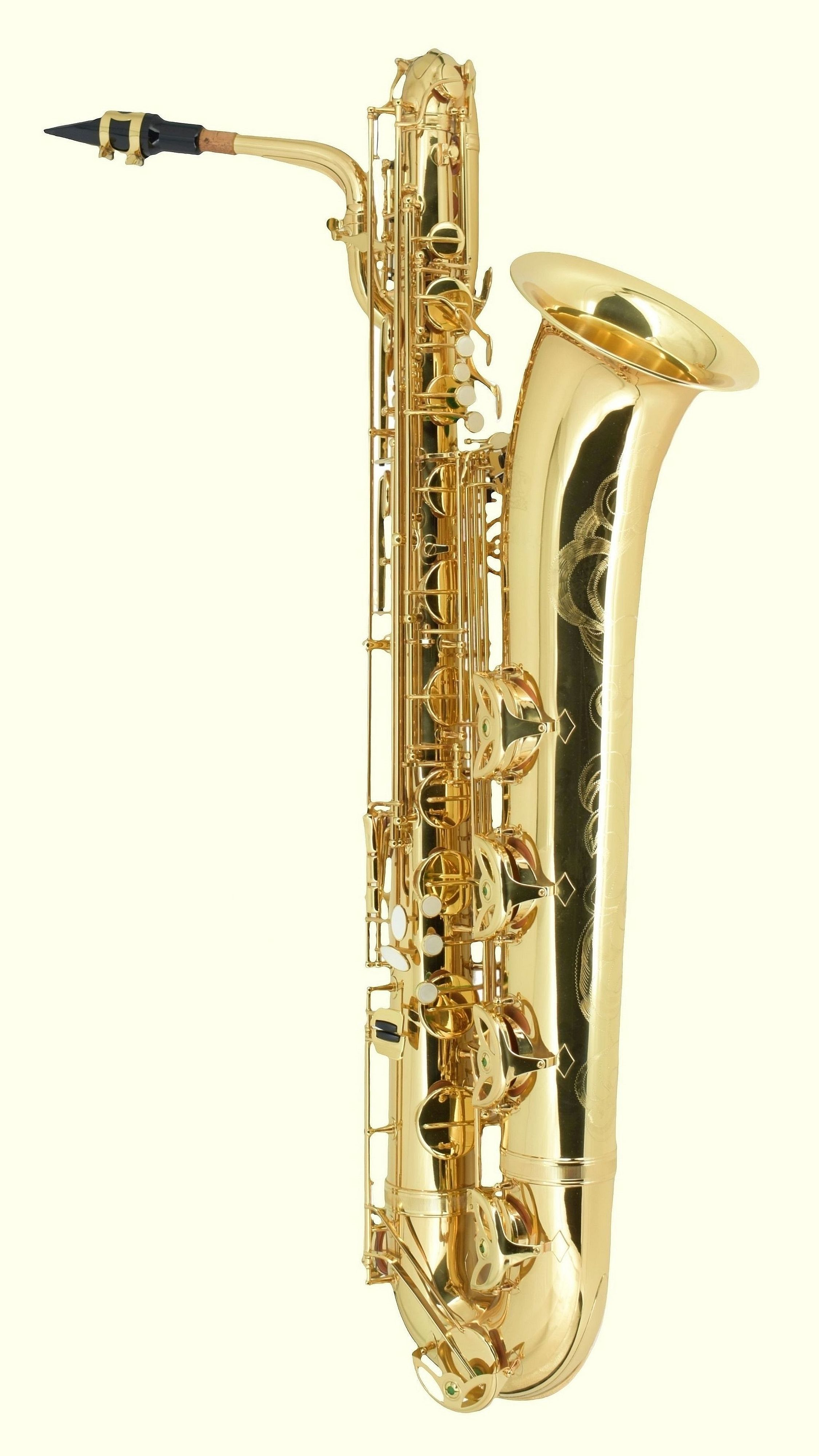
Saxofón barítono

El saxofón barítono o saxo barítono es un instrumento de viento-madera, miembro de la familia de los saxofones. Es el que tiene un registro más grave dentro de los saxofones más comunes, puesto los bajo, contrabajo y subcontrabajo son rara vez utilizados. Los saxofones barítono modernos están afinados en mi bemol (E♭), una octava por debajo del saxofón alto.
Es un habitual en bandas sinfónicas, grupos de cámara, bandas militares, combos de jazz y big bands. En ocasiones, también aparece en orquestas sinfónicas y hasta bandas de rock, entre muchos otros conjuntos.
Sin embargo, es principalmente en el jazz donde se formaron algunos de sus cultores más destacados, que han sabido utilizarlo como vehículo de sus improvisaciones. Entre sus máximos exponentes, cabe destacar a Gerry Mulligan, Harry Carney, y Pepper Adams.

### Historia
El saxo barítono fue creado por Adolphe Sax, un fabricante de instrumentos belga que patentó los 14 integrantes de la familia de los saxofones en 1846. Fue tímidamente incorporado a bandas militares como la de la Garde Republicaine. También comenzó a aparecer en obras orquestales de inicios del siglo XX, aunque siempre en un lugar secundario en relación con otros instrumentos de viento.
Con el advenimiento del jazz a partir de los años 20, el saxo barítono adquirió el estatus de instrumento habitual dentro de las big bands, aunque relegado en comparación al tenor, el alto e incluso el soprano. Harry Carney, como solista de la orquesta de Duke Ellington, fue el primer intérprete destacado del instrumento. Influenciado por Coleman Hawkins y Adrian Rollini, se convirtió en una referencia ineludible para futuras generaciones de saxofonistas barítono. Como parte del movimiento bebop también comenzaron a emerger figuras como Serge Chaloff, Leo Parker y Cecil Payne. 
Fue a principios de la década de los cincuenta cuando comenzó el período de oro del saxofón barítono, a partir del famoso cuarteto sin piano de Gerry Mulligan. Su estilo suave y a la vez virtuoso, dentro del estilo del cool jazz, le dio tal éxito que le valió ser elegido como el mejor ejecutante de saxo barítono por 42 años consecutivos (1953-1996) por la influyente revista Down Beat. Sólo su muerte acabó con este liderazgo ininterrumpido. Otros exponentes de estos años son Pepper Adams, Gil Mellé, Sahib Shihab y el sueco Lars Gullin. Peter Brötzmann destacó en la escena del free jazz europeo. 
En la actualidad, vale mencionar a instrumentistas como Nick Brignola, Ronnie Cuber, Hamiet Bluiett, John Surman, James Carter, Gary Smulyan y Leo Pellegrino. Una banda de los años 1990, Morphine, utilizó este instrumento para crear su estilo único low rock.

### En la cultura popular
-En la serie animada The Simpsons, el personaje de Lisa Simpson es intérprete del saxo barítono, y aparece tocándolo en la secuencia de apertura de todos los episodios.